# Список десептиконов
Список персонажей-десептиконов из мультсериала «Трансформеры». Для групп через слеш даны названия гештальта, составные роботы либо не даны либо даны списком под названием группы.

## Классические трансформеры

### Появившиеся в первом поколении

#### Появившиеся в сериях «Не всё так просто»
| Имя в российском показе | Оригинальное название | Альт-форма             | Примечание                                     |
| ----------------------- | --------------------- | ---------------------- | ---------------------------------------------- |
| Мегатрон                | Megatron              | пистолет Walther P38   | Лидер Десептиконов                             |
| Скандали́ст              | Starscream            | истребитель F-15 Eagle | вечный завистник Мегатрона                     |
| Деформер                | en:Skywarp            | истребитель F-15 Eagle | единственный в G1, кто может телепортироваться |
| Громове́ржец             | Thundercracker        | истребитель F-15 Eagle |                                                |
| Рефле́ктор               | Reflector             | фотоаппарат            | робот «3 в 1»                                  |
| Взрыва́ла                | Shockwave             | лучевой пистолет       |                                                |
| Барха́н                  | Soundwave             | кассетный плеер        | с кассетными роботами (весь список):           |
| Ла́зерник                | Laserbeak             | кондор                 |                                                |
| Грабитель               | Ravage                | Тигр                   |                                                |
| Громи́ла                 | Rumble                | робот                  |                                                |

* — умершие в мультфильме Трансформеры: Кино

** — перерождённые в мультфильме Трансформеры: Кино

#### Появившиеся в первом сезоне
| Имя в российском показе    | Оригинальное название     | Альт-форма     | Примечание      |
| -------------------------- | ------------------------- | -------------- | --------------- |
| Инсектиконы                | Insecticons               |                |                 |
| Прыгун                     | Kickback                  | кузнечик       |                 |
| Бомбомёт                   | Bombshell                 | жук-долгоносик |                 |
| Шрапнель                   | Shrapnel                  | жук-рогач      |                 |
| Конструктиконы/Разрушитель | Constructicons/Devastator |                | Первый гештальт |
| Скребок                    | Scrapper                  | погрузчик      |                 |
| Большегруз                 | Long Haul                 | самосвал       |                 |
| Смеситель                  | Mixmaster                 | бетономешалка  |                 |
| Бульдозер                  | Bonecrusher               | бульдозер      |                 |
| Мусорщик                   | Scavenger                 | экскаватор     |                 |
| Крюк                       | Hook                      | подъёмный кран |                 |

#### Появившиеся во втором сезоне
| Имя в российском показе | Оригинальное название | Альт-форма                | Примечание                                                                                            |
| ----------------------- | --------------------- | ------------------------- | --- |
| Тупик/Смерть            | Dirge                 | F-15 Eagle                | |
| Ревун                   | Ramjet                | F-15 Eagle                | |
| Колун                   | Thrust                | F-15 Eagle СВВП           | |
| Разряд                  | Blitzwing             | Тип 74, МиГ-25            | |
| Астропоезд              | Astrotrain            | D51, шаттл                | |
| Ло́бзик                  | Buzzsaw               | кондор                    | кассетник Бархана, "близнец" Лазерника, появляется во 2-м сезоне                                      |
| Ди́кий                   | Frenzy                | робот                     | кассетник Бархана, близнец" Громилы                                                                   |
| Автошпио́н               | Autoscout             | разведывательный аппарат  | появляется во 2-м сезоне. Появился и умер в серии «Проблемы с Праймом»                                |
| Эффектиконы/Мегазавр    | Stunticons/Menasor    |                           | |
| Мотомастер              | Motormaster           | Kenworth K100             | |
| Чёрт/Тупик              | Dead End              | Porsche 928               | |
| Ручник                  | Drag Strip            | Tyrrel P34                | |
| Крушитель               | Breakdown             | Lamborghini Countach      | |
| Безумец                 | Wildrider             | Ferrari 308 GTB           | |
| Боевиконы/Грубикус      | Combaticons/Bruticus  |                           | |
| Оселок                  | Onslaught             | ракетный тягач (ган-трак) | |
| Фингал                  | Swindle               | джип Wrangler             | |
| Гром                    | Brawl                 | Леопард (танк)            | |
| Взрыв                   | Blast Off             | шаттл                     | |
| Вихрь                   | Vortex                | вертолёт UH-60 Black Hawk | |
| Голубка                 | Nightbird             | альт-формы не имеет       | робот-ниндзя, созданный людьми и перепрограммированный инсектиконами; появляется только в одной серии |

#### Появившиеся в мультфильме
Первое появление на экранах всех перечисленных ниже десептиконов произошло ранее(так как фильм Трансформеры: Кино вышел раньше)
| Имя в российском показе | Оригинальное название | Альт-форма                  | Примечание                                     |
| ----------------------- | --------------------- | --------------------------- | ---------------------------------------------- |
| Триптикон               | Trypticon             | тираннозавр, боевая станция | Трансформирующийся город-крепость десептиконов |

#### Появившиеся в фильме «Трансформеры: Кино»
| Имя в российском показе | Оригинальное название | Альт-форма                   | Примечание                                                      |
| ----------------------- | --------------------- | ---------------------------- | --------------------------------------------------------------- |
| Гальватрон              | Galvatron             | термоядерная пушка (гаубица) | перерожденный Мегатрон                                          |
| Циклон                  | Cyclonus              | звездолёт                    | перерожденный Бомбомет, по некоторым предположением — Деформер. |
| Кнут                    | Scourge               | звездолёт                    | перерожденный Громовержец                                       |
| Свипы                   | Sweep                 | мелкие летательные аппараты  | перерожденные Шрапнель и Прыгун и их клоны                      |
| Крыса́к                  | Ratbat                | летучая мышь                 | кассетник Бархана, появляется в TF:Movie и 3-м сезоне           |

Замечание: несмотря на перерождение инсектиконов, двое последних в 1-й серии 3-го сезона замечены вновь

#### Появившиеся в третьем сезоне
| Имя в российском показе | Имя в книге «вселенная трансформеров» | Оригинальное название | Примечание                                                   |
| ----------------------- | ------------------------------------- | --------------------- | ------------------------------------------------------------ |
| Октан                   |                                       | Octane                | такой же, как и Скандалист                                   |
| Вредиконы/Вредитель     |                                       | Predacons / Predaking | Вредитель — самый совершенный гештальт                       |
| Буйвол                  |                                       | Tantrum               |                                                              |
| Натиск                  |                                       | Rampage               |                                                              |
| Прямолоб                |                                       | Headstrong            |                                                              |
| Резакла                 |                                       | Razorclaw             |                                                              |
| Перевал                 |                                       | Divebomb              |                                                              |
| Динамик                 |                                       | Runamuck              |                                                              |
| Подрывник               |                                       | Runabout              |                                                              |
| Террорконы/Обломиус     |                                       | Terrorcons/Abominus   | самый яростный гештальт                                      |
| Громкоголосый           |                                       | Rippersnapper         | самый слабый                                                 |
| Блот                    |                                       | Blot                  | самый мерзкий                                                |
| Синнертвин              |                                       | Sinnertwin            | неустанный сторож                                            |
| Каттроут                |                                       | Cutthroat             | ужасный садист                                               |
| Голод                   |                                       | Hun-Grrr              | всегда голодный                                              |
| О́веркил                 | Overkill                              | цератозавр            | появляется в 3-м сезоне                                      |
| Слагфест                | Slugfest                              | стегозавр             | появится в 3-м сезоне 26 серии зов из глубины веков 91 серия |

#### Появившиеся в четвёртом сезоне
| Имя в российском показе  | Имя в книге «вселенная трансформеров» | Оригинальное название | Примечание                      |
| ------------------------ | ------------------------------------- | --------------------- | ------------------------------- |
| Шестизарядник            |                                       | Sixshot               |                                 |
| Разгон                   |                                       | Wingspan              | двойник Бешеного Волка          |
| Властоголовы десептиконы |                                       | Headmasters           |                                 |
| Скорпоног                |                                       | Scorponok             | партнер Лорд Зарак (Lord Zarak) |
| Горилл                   |                                       | Apeface               | партнер Скромник (Spasma)       |
| Дурман                   |                                       | Mindwipe              | партнер ? (Vorath)              |
| Костолом                 |                                       | Skullcruncher         | партнер ? (Grax)                |
| Хвостозавр               |                                       | Snapdragon            | партнер Драчун (Krunk)          |
| Бешеный Волк             |                                       | Weirdwolf             | двойник Разгона                 |
| Властооружцы десептиконы |                                       | Targetmasters         |                                 |
| Циклон                   |                                       | Cyclonus              | партнер Джойстик (Nightstick)   |
| Кнут                     |                                       | Scourge               | партнер Прикус (Fracas)         |
| Мисфайр                  |                                       | Misfire               | партнер Эймлесс (Aimless)       |
| Триггерхэппи             |                                       | Triggerhappy          | партнер Взрывной (Blowpipe)     |
| Слагслингер              |                                       | Slugslinger           | партнер Калиброс (Caliburst)    |

### Появившиеся в новых поколениях

#### Десептиконы из сериалаВойны великой силы
Десептиконы разделены по группам, которые, в свою очередь упорядочнены по иерархии от высших к низшим.
| Русское имя        | Американское имя    | Японское имя  | Примечания |
| ------------------ | ------------------- | ------------- | --- |
| Командование       |                     |               | |
| Повелитель         | Devil Z             | Devil Z       | Высший лидер десептиконов. Является не трансформером, а некой энергетической личностью. Является создателем Великой Силы.                                                                                 |
| Скорпоног          | Scorponok           | Black Zarak   | |
| Воины Великой Силы | Powermasters        | Godmasters    | |
| Властитель         | Gigatron            | Overlord      | Составляется из двух транстекторов — Гига Танка, управляемого Властителем Гигой, и Мега Самолёта, управляемого Властительницей Мегой. Является главным десептиконом в отсутствие Повелителя и Скорпонога. |
| Чернокрыл          | Darkwing            | Hydra         | |
| Смерч              | Dreadwind           | Buster        | |
| Хамелеон           | Doubledealer        | Doubleclouder | Способен принимать форму как автобота, так и десептикона, в зависимости от трансформации. |
| Претендеры         | Pretenders          | Pretenders    | |
| Стервятник         | Bomb-Burst          | Blood         | |
| Взрывала           | Submarauder         | Gilmer        | |
| Зубоскал           | Skullgrin           | Dauros        | |
| Младшие Воины      | Headmasters Juniors |               | |
| Клык               | Fangry              | Wilder        | |
| Страшила           | Horri-Bull          | Bullhorn      | |
| Проныра            | Squeezeplay         | Cancer        | |
| Морские Пираты     | Seacons             |               | |
| Акула              | Snaptrap            | Turtler       | |
| Смутьян            | Skalor              | Gulf          | |
| Клешня             | Tentakil            | Tentakil      | |
| Прикус             | Overbite            | Jawbreaker    | |
| ?                  | Seawing             | Kraken        | |
| ?                  | Nautilator          | Lobclaw       | |
| Живодёр            | Piranacon           | King Poseidon | Гештальт Морских Пиратов |
| Другие             |                     |               | |
| Би-Эм              | BM                  | Browning      | |

## Автороботы
- Мегатрон (Megatron) — лидер предаконов
- Гальватрон (Galvatron) — преобразованный Мегатрон, лидер десептиконов высшего ранга.
- Скёрдж (Scourge) — лидер десептиконов ранга ниже. Внешне напоминает классического Оптимуса Прайма, но чёрного цвета.
- Мега-Октэйн (Mega-Octane) — командир отряда коммандос; к Октану из «Первого поколения» не имеет отношения.
- Призрак Скандалиста — переселился в тело одного из десептиконов.
- Ро-Тор (Ro-Tor) — вертолёт UH-60 Black Hawk
- Мовор (Movor) — космический шаттл
- Арморхайд (Armorhide) — танк Leopard
- Роуллбар (Rollbar) — джип
- Руинэйшн (Ruination) — гештальт коммандос.

## Трилогия Юникрона

### Армада
| имя        | описание |
| ---------- | --- |
| Мегатрон   | Лидер десептиконов, главный противник Оптимуса Прайма.                                                                                               |
| Гальватрон | Мегатрон после переформатирования, проведённого Мини-конами в серии «Марионетка».                                                                    |
| Старскрим  | Заместитель Мегатрона. Сомневается в десептиконах, а иногда даже поддерживает автоботов.                                                             |
| Демолишор  | Один из самых сильных десептиконов. Предпочитает использовать силу вместо ума. В русском дубляже носит имя Разрушитель.                              |
| Сайклонус  | Весельчак. Любитель вмешаться в чьи либо дела. |
| Тайдл Уэйв | Самый сильный и огромный десептикон. Постоянно произносит своё имя во время различных сражений.                                                      |
| Траст      | Тактик десептиконов. Втайне от Мегатрона служит Юникрону. Внешне очень похож на кальмара, и в честь этого он получил от Мегатрона такую кличку.      |
| Уилджек    | Некоторое время был автоботом и лучшим другом Хот Шота. После того как его спас Мегатрон Уилджек присоединяется к десептиконам в знак благодарности. |
| Сайдвэйз   | Шпион Юникрона, работает вместе с Трастом. |
| Блэкаут    | Мини-кон Демолишера. |
| Лидер-1    | Мини-кон Мегатрона. |
| Кленч      | Мини-кон Гальватрона. |
| Крамплзоун | Мини-кон Сайклонуса. |
| Свиндл     | Мини-кон Старскрима. |
| Инфёрно    | Мини-кон Траста. |
| Рэмджет    | Мини-кон Тайдл Уэйва. |
| Уиндшир    | Мини-кон Уилджека. |
| Кроссвайз  | Мини-кон Сайдвэйза. |

### Энергон
| имя                    | описание |
| ---------------------- | --- |
| Мегатрон\Гальватрон    | Лидер десептиконов. Имеет контакт с Юникроном. Стал носить имя Гальватрон после использования Супер-энергона. |
| Старскрим              | Заместитель Мегатрона. Ничего не помнит о прошлом, так как был убит Юникроном. В русском дубляже носит имя Скандалист. |
| Демолишор              | После того, как Гальватрон пропал без вести, охранял Оушен-сити. После возвращения Мегатрона снова стал десептиконом. В русском дубляже носит имя Разрушитель.                                                                 |
| Сайклонус\Сноу Кэт     | Десептикон весельчак. Всё время свистит. В русском дубляже носит имя Циклон, а после изменения внешности — Снегоход. |
| Тайдл Уэйв\Мираж       | Самый сильный и огромный десептикон. Постоянно произносит своё имя во время различных сражений. После видоизменения стал носить имя Мираж. В русском дубляже носит имя Прилив.                                                 |
| Шокбласт               | Самый агрессивный десептикон. В отличие от своего прототипа Шоквейва, у него проблемы с повиновением. В русском дубляже его зовут Взрывала.                                                                                    |
| Сиксшот                | Брат-близнец Шокбласта. Похож на него с виду и характером. В русском дубляже носит имя Револьвер. |
| Конструктикон Максимус | Брат Супериона и Брутикуса. Вместе с ними охранял Супер-энергон. |
| Брутикус Максимус      | Брат Супериона и Коструктикона. Вместе с ними охранял Супер-энергон. В русском дубляже носит имя Грубикус Максимус. |
| Скорпонок              | терроркон, слуга квинтессона по имени Альфа Кью. Некоторое время был союзником автоботов и даже лучшим другом Айронхайда. Десептиконом стал после того, когда Мегатрон стёр ему память. В русском дубляже носит имя Скорпинок. |

### Кибертрон
| имя                 | описание |
| ------------------- | --- |
| Мегатрон\Гальватрон | Лидер десептиконов. невероятно хитёр, умён и жесток. Стал носить имя Гальватрон после своего второго воскрешения из мёртвых.                                                                            |
| Старскрим           | Заместитель Мегатрона. Мечтает свергнуть его. В русском дубляже носит имя Скандалист. |
| Тандеркрэкер        | Хвастливый и трусливый десептикон. Никого не уважает, вечно лезет куда не надо. В русском дубляже носит имя Громовержец.                                                                                |
| Мадфлэп             | Некоторое время был автоботом и лучшим другом Лэндмайна. Десептиконом стал после того как его обманул Старскрим. В русском дубляже носит имя Брызговик.                                                 |
| Немезис Брейкер     | Клон Леобрейкера. Был создан Мегатроном, после чего служил ему в качестве питомца. |
| Рэнсэк              | Самый маленький десептикон, лучший друг Крамплзона. Внешне очень похож на Террорзавра и Нокаута. В русском дубляже носит имя Грабитель.                                                                 |
| Крамплзоун          | Лучший друг Рэнсэка. Зануда, любит дразнить кого попало. Внешне очень похож на Боулдера. |
| Дёрт Босс           | Наёмник, которого нанял Мегатрон. Никого не уважает, мечтает победить в гонках. В русском дубляже носит имя Грязный Босс.                                                                               |
| Скёрдж              | Жаждущий власти трансформер. Несмотря на своих соратников, знает что такое честь и уважает своих противников. Во время финального сражения присоединился к автоботам. В русском дубляже носит имя Кнут. |
| Андермайн           | Один из помощников и слуг Скёрджа. Брат Бримстоуна. |
| Бримстоун           | Брат Андермайна, слуга Скёрджа |
| Тандербласт         | Женщина трансформер, некоторое время была под подчинением Старскрима. В русском дубляже носит имя Молния.                                                                                               |
| Лагнат              | Одиночка, некоторое время был под подчинением Старскрима. |
| Менасор             | Молодой трансформер. Был обманом завербован в свои ряды Мегатроном. |
| Сайдуэйз            | Родом с Планеты Икс. Находится под подчинением Старскрима. В русском дубляже носит имя Отшельник. |
| Саундвейв           | Друг Сайдвэйза, родом с Планеты Икс. Помогал Мегатрону найти планету Гигантион. В русском дубляже носит имя Бархан.                                                                                     |
| Лазербик            | Мини-кон Саундвейва. |

## Анимейтед
| имя          | описание |
| ------------ | --- |
| Мегатрон     | Лидер десептиконов. После поражения во время Великой войны странствовал во Вселенной.                                                             |
| Старскрим    | Заместитель Мегатрона. Мечтает свергнуть его. В русском дубляже носит имя Скандалист.                                                             |
| Лагнат       | Один из самых сильных десептиконов. Один из самых преданных Мегатрону солдат.                                                                     |
| Блицвинг     | Трёхлицый десептикон трёхрежимник. Лица Блицвинга — Айс, Хотхэд и Рандом. В русском дубляже носит имя Разряд.                                     |
| Блэкарахния  | Женщина-трансформер, некоторое время была автоботкой и носила имя Элита-Один. В русском дубляже носит имя Чёрная вдова, в первой серии - Арахния. |
| Свиндл       | Торговец оружием, в отличие от Локдауна является одним из десептиконов. В русском дубляже носит имя Аферист.                                      |
| Шоквейв      | Шпион Мегатрона на Кибертроне, скрывается среди автоботов под именем Лонгарм Прайм.                                                               |
| Саундвейв    | Подарок для Сари, который присоединился к десептиконам.                                                                                           |
| Тандеркрэкер | Клон Старскрима. Функция - унижать других. |
| Скайуорп     | Клон Старскрима, трусливый робот |
| Рэмджет      | Клон Старскрима, лжец. |
| Сансторм     | Клон Старскрима, подлиза. |
| Слипстрим    | Женщина-клон Старскрима, функция неизвестна. |
| Уоспинатор   | Некоторое время был автоботом и носил имя Уосп. После экспериментов Блэкарахнии стал мутантом и взял себе имя Уоспинатор.                         |
| Блэкаут      | Самый сильный десептикон. Его особая способность - чинить механизмы одним ударом ногой об землю.                                                  |
| Сайклонус    | Десептикон самурай, во время сражений использует два меча.                                                                                        |
| Дёрт Босс    | Появился на свет благодаря Оллспарку. Считает, что он самый главный, его мечта — захватить мир.                                                   |
| Скрэппер     | Конструктикон, обожает машинное масло. В русском дубляже носит имя Скребок.                                                                       |
| Миксмастер   | Как и Скрэппер, обожает машинное масло. В русском дубляже носит имя Смеситель.                                                                    |
| Ойл Слик     | Самый жутковатый десептикон, использует химические оружия. Одним из своих орудий он убил Родимуса Прайма.                                         |
| Лазербик     | Миникон Саундвейва. |
| Рэтбэт       | Миникон Саундвейва. |
| Спиттор      | Один из сильных десептиконов, любит врать. Вооружён бомбами.                                                                                      |
| Страйка      | Женщина десептикон. Грубая по характеру, ненавидит Блэкаута.                                                                                      |

## Кибервселенная
| Имя                      | Описания                                     | Дата смерти | Место смерти |
| ------------------------ | -------------------------------------------- | ----------- | ------------ |
| Мегатрон                 | Лидер десептиконов                           | 2020 год    | Кибертрон    |
| Скандалист (трансформер) | Первый заместитель Мегатрона и лидер сикеров | 2020 год    | Кибертрон    |
| Шэдоу Страйкер           | Десептиконша и главный враг Бамблби          | Жива        | Жива         |
| Саундвейв                | Второй заместитель Мегатрона                 | 2021 год    | Кибертрон    |
| Шоквейв                  | Наук                                         | 2020 год    | Кибертрон    |
| Тандеркрэкер             | Первый сикер                                 | 2019 год    | Земля        |
| Скайуорп                 | Второй сикер и первая женщина-сикер          | Жив         | Жив          |
| Эсид Сторм               | Третий сикер                                 | 2019 год    | Земля        |
| Траст                    | Четвёртый сикер                              | 2019 год    | Земля        |
| Дёрдж                    |                                              | 2019 год    | Земля        |
| Новасторм                |                                              | 2019 год    | Земля        |
| Рэмджет                  |                                              | Жив         | Жив          |
| Траст                    |                                              | 2019 год    | Земля        |
| Двухголовный сикер       |                                              | Жив         | Жив          |
| Дэд Энд                  |                                              | Жив         | Жив          |
| Клоббер                  |                                              | Жива        | Жива         |
| Бладжен                  |                                              | 2019 год    | Земля        |
| Скай-Байт                |                                              | Жив         | Жив          |
| Слипстрим                |                                              | 2019 год    | Земля        |
| Локдаун                  |                                              | Жив         | Жив          |
| Баррикейд (камео)        |                                              | Жив         | Жив          |
| Мегатрон Икс             | Тёмный клон Мегатрона                        | 2020 год    | Кибертрон    |
| Идеальный Десептикон     |                                              | Жив         | Жив          |
| Астротрэйн               | Транспорт Десептиконов                       | 2021 год    | Кибертрон    |
| Тарн                     | Новый лидер Десептиконов                     | 2021 год    | Кибертрон    |